# Kurt-Christian Stier
Kurt-Christian Stier (* 3. Februar 1926 in Gütersloh; † 31. Juli 2016) war ein deutscher Violinist und Konzertmeister.

## Leben
Kurt-Christian Stier, Sohn eines Pianisten und Klavierlehrers, hatte mit sieben Jahren seinen ersten Geigenunterricht. Er studierte zwei Jahre an der Staatsmusikschule Braunschweig und war bereits im Alter von 16 Jahren Aushilfe in Symphoniekonzerten, in Opern- und Operettenaufführungen am Staatstheater Braunschweig.
Nach Kriegseinsatz kam er aus US-amerikanischer Gefangenschaft mit schwerer Erkrankung zurück. Er studierte an der  Nordwestdeutschen Musikakademie Detmold, wo er sein Abitur und die pädagogische Ergänzungsprüfung ablegte, und an der Kölner Musikhochschule unter anderem bei Willibald Roth, Max Strub und Wilhelm Stross.
Von 1952 bis 1961 war er 2. Geiger im Stross-Quartett und auf vielen Konzertreisen im In- und Ausland unterwegs. 1954 kam er nach München und war im Richter-Orchester und dem Münchener Bach-Chor tätig. 1958 trat er in das Bayerische Staatsorchester ein, wo er zunächst 1. Geiger und ab 1960 Konzertmeister unter Josef Keilberth war. In Richters Münchener Bach-Chor war er 25 Jahre lang Erster Konzertmeister und konzertierte weltweit. Zudem begleitete er zahlreiche Solomusiker. Er war Mitbegründer und Primarius des Münchener Streichquartetts.
Seit 1966 hatte er einen Lehrauftrag an der Münchner Musikhochschule inne, die ihn 1975 zum Professor für Violine berief. Er war zudem Vizepräsident der späteren Hochschule für Musik München.
Stier war langjähriges Vorstandsmitglied des Münchener Tonkünstlerverbandes und dessen Erster Vorsitzender von 1983 bis 1997. Zudem war er bis 2004 Vorsitzender des Regionalausschusses „Jugend musiziert“.
Er lebte am Chiemsee.